# ファイブイズホーム
株式会社ファイブイズホームは、埼玉県行田市に本社を置く建設会社である。

## 沿革
（この節の出典）
- 1979年 - 埼玉県北埼玉郡南河原村（現在の行田市）で細井不動産株式会社を設立。
- 1980年 - 行田市に本店を移転。
- 1990年 - 建築部門を独立し、細井建設株式会社を設立。
- 2001年 - ブライトホーム（現在のフィアスホーム）株式会社、エースホーム株式会社とFC契約。コウリュウホーム株式会社、万代建設株式会社を設立。
- 2004年 - 「ファイブイズホーム」を商標登録。
- 2006年 - 細井不動産株式会社を存続会社として、細井建設株式会社、万代建設株式会社、コウリュウホーム株式会社を吸収合併。株式会社ファイブイズホームに社名変更。行田市持田の現在地に本店を移転。

## 店舗
埼玉県
- 行田店
- 鴻巣店
- 北本彩央店
- 熊谷円光店
- 熊谷新島店
- 深谷深谷町店
- 深谷東方町店
- 東松山高坂店
- 川越店
- 所沢店
- 羽生店
- 加須下三俣店
- 久喜店
- 春日部店

群馬県
- 太田店
- 伊勢崎韮塚店
- 高崎問屋町店
- 前橋店
- 館林店

栃木県
- 佐野店
- 足利店
- 小山店
- 栃木店

茨城県
- 古河店

大阪府
- 東大阪店

兵庫県
- 明石店
- 尼崎店

## CM出演者
- 市川かおり